# Thiago Carpini
Thiago Carpini Barbosa (Valinhos, Brasil, 16 de julio de 1984) es un exjugador y entrenador de fútbol brasileño. Actualmente dirige al Juventude.

## Carrera como jugador
Nacido en Valinhos, São Paulo, Carpini hizo su debut como profesional en el equipo local Guaraní Sumareense durante el 2004. En 2006, después de jugar el Campeonato Capixaba de ese año con el Estrela do Norte, fichó por el Ponte Preta de la Serie A.
Carpini hizo su debut en la máxima categoría el 31 de mayo de 2006, comenzando con una victoria a domicilio por 1-0 sobre Juventude. El 10 de abril de 2007, fue traspasado al Atlético Mineiro.En julio de 2008, después de haber sido utilizado raramente en el Galo, firmó un contrato con el equipo América de Natal de la Serie B. El 23 de diciembre de ese año fue anunciado en el Bahía.
Carpini comenzó la temporada 2011 en el CRAC, pero regresó a su estado natal con el Inter de Bebedouro para la Copa Paulista de ese año. Posteriormente se reincorporó al CRAC antes de finalizar la campaña de 2012 en São José-SP.En noviembre de 2012, fue incluido en la plantilla de Monte Azul para la temporada entrante.Después de jugar la Copa FGF 2013 con Novo Hamburgo, representó al Guarani-MG en el Campeonato Mineiro 2014.
El 17 de abril de 2014, Carpini se incorporó a Guarani en la Serie C.Dejó el club en 2016 y se incorporó al Penapolense.El 24 de abril de 2017, fue anunciado en Caldense para la Serie D.Pidió abandonar el club el 6 de junio, tras alegar motivos personales,y se retiró poco después.

## Carrera como entrenador
Tras retirarse, Carpini inició su carrera como entrenador siendo asistente técnico de Evaristo Piza en el XV de Piracicaba. Más tarde, siguió a Piza hasta Botafogo-PB, antes de regresar a Guarani el 14 de junio de 2019, como entrenador asistente permanente.

### Guarani
El 21 de agosto de 2019, tras la destitución de Roberto Fonseca, Carpini fue nombrado entrenador interino del Guarani.Fue ratificado en su cargo el 25 de noviembre,pero se fue el 29 de agosto de 2020.

### Oeste, Inter de Limeira y Santo André
El 30 de septiembre de 2020, Carpini fue nombrado entrenador del Oeste de la Serie B.Fue despedido el 19 de octubre, quedando el club en la última posición.
En noviembre de 2020, fue anunciado como técnico del Inter de Limeira.Dejó el club el 14 de mayo de 2021, tras alcanzar los cuartos de final del Campeonato Paulista.
El 4 de octubre de 2021, Carpini se hizo cargo del Santo André para el Paulistão.También alcanzó los cuartos de final del torneo con el equipo antes de marcharse.

### Ferroviária
El 28 de marzo de 2022, Carpini reemplazó a Elano al frente del Ferroviária de la Serie D.Fue despedido el 23 de mayo, tras una mala racha.

### Água Santa
El 31 de mayo de 2022, fue oficializado como entrenador del Água Santa para la Copa Paulista.Llevó al club a la final del Campeonato Paulista 2023, perdiendo ante Palmeiras por 5-2 en el global.

### Juventude
El 13 de mayo de 2023, Carpini dejó Água Santa para hacerse cargo del Juventude en la Serie B.Con Ju en penúltima posición a su llegada, renovó su contrato con el club el 1 de septiembre,y más tarde obtuvo al ascenso a la Serie A.Sin embargo, el 11 de enero de 2024, la dirigencia del equipo confirmó su salida del equipo caxiense.

### São Paulo
El 11 de enero de 2024, fue oficializado como entrenador del São Paulo.El 4 de febrero, obtuvo la Supercopa de Brasil luego de derrotar al Palmeiras en los penales.El 18 de abril, fue despedido de su cargo luego de un mal comienzo en la Serie A.

### Vitória
El 14 de mayo de 2024, fue anunciado como técnico del Vitória en reemplazo de Léo Condé. El 9 de julio de 2025, fue despedido de su cargo después de la eliminación del equipo ante Confiança en la Copa do Nordeste.

### Nueva etapa en Juventude
El 4 de agosto de 2025, comenzó su segundo ciclo al frente del Juventude.

## Clubes

### Como jugador
| Club               | País   | Año       |
| ------------------ | ------ | --------- |
| Guarani Sumareense | Brasil | 2004-2005 |
| Estrela do Norte   | Brasil | 2006      |
| Ponte Preta        | Brasil | 2006-2007 |
| Atlético Mineiro   | Brasil | 2007-2008 |
| América de Natal   | Brasil | 2008      |
| Bahia              | Brasil | 2009-2010 |
| CRAC               | Brasil | 2011      |
| Inter de Bebedouro | Brasil | 2011      |
| CRAC               | Brasil | 2012      |
| São José           | Brasil | 2012      |
| Monte Azul         | Brasil | 2013      |
| Novo Hamburgo      | Brasil | 2013      |
| Guarani-MG         | Brasil | 2014      |
| Guarani            | Brasil | 2014-2016 |
| Penapolense        | Brasil | 2016      |
| Caldense           | Brasil | 2017      |

### Como entrenador
| Club             | País   | Año           |
| ---------------- | ------ | ------------- |
| Guarani          | Brasil | 2019-2020     |
| Oeste            | Brasil | 2020          |
| Inter de Limeira | Brasil | 2021          |
| Santo André      | Brasil | 2022          |
| Ferroviária      | Brasil | 2022          |
| Água Santa       | Brasil | 2022-2023     |
| Juventude        | Brasil | 2023-2024     |
| São Paulo        | Brasil | 2024          |
| Vitória          | Brasil | 2024-2025     |
| Juventude        | Brasil | 2025-presente |

## Palmarés

### Como entrenador

#### Campeonatos nacionales
| Título              | Club      | País   | Año  |
| ------------------- | --------- | ------ | ---- |
| Supercopa de Brasil | São Paulo | Brasil | 2024 |